# Asclepias barjoniifolia
Asclepias barjoniifolia är en oleanderväxtart som beskrevs av Eugène Pierre Nicolas Fournier.
Asclepias barjoniifolia ingår i släktet sidenörter och familjen oleanderväxter. Inga underarter finns listade i Catalogue of Life.